# Trstenik, Šentrupert
Trstenik este o localitate din comuna Šentrupert, Slovenia, cu o populație de 104 locuitori.